# John Stuart Baker
John Stuart Baker, (24 tháng 2 năm 1936 – 9 tháng 6 năm 2007) là một vị tướng của Quân đội Úc. Ông chỉ huy lực lượng phòng thủ Úc từ tháng 6 năm 1995 đến tháng 6 năm 1998. Trước đó, vào năm 1992, ông là giám đốc của Tổ chức Tình báo Phòng thủ Úc (Defence Intelligence Organisation).
Ông gia nhập Quân đội Úc năm 1954, nhậm chức trung tá năm 1971, đại tá năm 1979, chuẩn tướng năm 1982, thiếu tướng năm 1987 và đại tướng năm 1995. Ông về hưu năm 1998

## Khen thưởng
- Companion Of The Order Of Australia
- Distinguished Service Medal (Australia)